# 珍·米德
珍·米德（英語：Jane Mead，1958年8月13日 - 2019年9月8日）是一位美国诗人。她著有五部诗集，曾荣获兰南补助奖金、古根海姆奖和怀廷奖。米德的诗歌多发表于报纸与杂志，包括《Ploughshares》、《电子诗歌评论》、《美国诗歌评论》、《纽约时报》、《弗吉尼亚季评》、《安蒂奥克评论》等，并且被收录到了一些诗歌选集，例如《1990年美国最佳诗歌选集》。

## 生平
珍·米德于1958年出生于巴尔的摩，直到12岁前，她都生活在马萨诸塞州的剑桥市。米德的父亲任教于哈佛大学，教授鱼类学。离开剑桥后，米德与母亲和继父一同生活。米德的继父是一名记者，所以因为职业缘故，米德与他一起在世界各地旅行。她毕业于瓦萨学院、雪城大学和爱荷华大学，而后在威克森林大学教授诗歌。
当米德的父亲于2003年去世后，米德开始着手管理位于北加州纳帕县的家庭牧场。与此同时，她在新英格兰学院任教，并有爱荷华市草原之光书店的部分所有权。
2019年9月8日，米德因癌症逝世于纳帕县。

## 荣誉
- 2017年，诗歌《制造的与未制造的世界（World of Made and Unmade）》入围格里芬诗歌奖（英语：Griffin Poetry Prize）。
- 2004年，荣获《Ploughshares（英语：Ploughshares）》的科恩奖（英语：Cohen Awards (Ploughshares)）。
- 2002年，荣获古根海姆奖。[5]
- 1992年，荣获怀廷奖（英语：Whiting Awards）。
- 兰南文学奖（英语：Lannan Literary Awards）补助奖金获得者。[6]

## 作品

### 诗集
- . Alice James Books. 2019. ISBN 978-1-948579-01-8.
- . Alice James Books. 2016. ISBN 978-1-938584-32-9.
- . Alice James Books. 2014. ISBN 978-1-938584-04-6.
- . Alice James Books. 2008. ISBN 978-1-882295-69-2.
- . University of Illinois Press. 2001. ISBN 978-0-252-06944-4.
- . Sarabande Books. 1996. ISBN 978-0-9641151-1-8.

### 选集
- . Timken Publishers. 1994. ISBN 978-0-943221-21-2.

- . University of Georgia Press. 2018. ISBN 978-0820353159.